# Kennington (Kent)
Pour les articles homonymes, voir Kennington (homonymie).
Kennington est une paroisse civile et un village du Kent, en Angleterre.